# Aeroporto Internazionale Principessa Giuliana
L'Aeroporto Internazionale Principessa Giuliana (in inglese Princess Juliana International Airport, abbreviato PJIA; IATA: SXM, ICAO: TNCM) è lo scalo aereo di Sint Maarten, parte del Regno dei Paesi Bassi dell'isola di Saint Martin.
Lo scalo è intitolato alla Regina Giuliana dei Paesi Bassi, che era ancora Principessa Ereditaria quando la struttura venne inaugurata.
La particolarità di questo aeroporto è la sua pista di atterraggio, che a causa della lunghezza di soli 2.300 metri costringe gli aerei ad atterrare sorvolando a bassissima quota la spiaggia di Maho Beach.

## Storia
Nel 1942 venne creata sull'isola di Saint Martin una piccola aviosuperficie a uso militare, costituita da una pista in terra battuta di 650 metri. Successivamente, nel 1944, la struttura venne convertita a uso civile, e la pista venne asfaltata e prolungata di altri 650 metri. Nel 1964 l'aeroporto venne completamente ristrutturato, con la costruzione del terminal passeggeri e della torre di controllo. Ulteriori ampliamenti vennero effettuati nel 1985.
A causa dell'aumento del numero dei passeggeri, nel 1997 è stato pianificato un progetto di modernizzazione in 3 fasi.
La prima fase consisteva in un programma per aggiornare il livello dei servizi. Ciò ha incluso l'allargamento e il rinforzo della pista, la costruzione di alcuni nuovi raccordi di rullaggio e un ingrandimento del terminal. Questi lavori sono stati conclusi nel 2001.
La seconda fase delle ristrutturazioni prevedeva l'impianto di un nuovo sistema radar, la ricostruzione della torre di controllo, l'ampliamento del terminal a 27.000 m², per aumentarne la capienza fino a 2.500.000 passeggeri l'anno, e la costruzione di un'area di sicurezza di 150 metri al termine della pista. La nuova torre di controllo e il nuovo radar sono stati inaugurati il 29 marzo 2004, mentre il nuovo terminal ha aperto il 10 novembre 2006.
Se il numero dei passeggeri aumenterà ancora è prevista una terza fase di lavori, che prevedono l'ampliamento del nuovo terminal e la costruzione di una nuova taxiway parallela alla pista.
L'aeroporto è, per importanza, il secondo scalo dei Caraibi, avendo avuto 1.663.226 passeggeri in transito nel 2005, è utilizzato come hub dalla Windward Islands Airways ed è il principale punto di appoggio per i collegamenti con le Isole Leeward, Anguilla, Saba, Saint-Barthélemy e Sint Eustatius.
Il 6 settembre 2017, l'aeroporto ha subito danni significativi a causa dell'uragano di categoria 5 Irma.

## Struttura

### La pista
L'aeroporto Principessa Giuliana è famoso per la sua pista di volo, originariamente orientata 09/27 e rinumerata 10/28 a fine 2008. Essa è lunga soli 2.300 metri, appena sufficienti per velivoli come il Boeing 747.
A causa di questo particolare e del fatto che gli atterraggi alla pista 28 sono proibiti, a causa delle montagne retrostanti, gli aerei devono forzatamente atterrare alla pista 10, passando a bassissima quota sopra la spiaggia di Maho Beach. Di conseguenza, la spiaggia è divenuta un luogo molto frequentato dai turisti e appassionati di fotografia aerea, che vi si recano per provare l'ebbrezza di vedere enormi velivoli passare a pochi metri da terra, o di essere investiti dal jet blast, il vento fortissimo causato dal getto dei motori a reazione.
Per scongiurare infortuni e/o decessi, il governo dell'isola ha rinforzato le recinzioni dell'aerosuperificie e posizionato sulla spiaggia dei cartelli che avvertono del pericolo derivante dall'eccessiva vicinanza agli aerei.
La pista 10 è dotata di luci PAPI.
Data la posizione della pista 10, a pochi metri dall'Oceano Atlantico, la percezione dell'altitudine può risultare falsata; non essendo disponibile una procedura di avvicinamento di precisione diventa di vitale importanza, nel tratto finale, mantenere costantemente i riferimenti visivi con il suolo e controllare la quota con l'altimetro. Anche il decollo dalla pista 10 non è esente da problemi, in quanto subito dopo lo stacco da terra, gli aerei devono prendere quota molto rapidamente per evitare le montagne di fronte. Nonostante tutte queste difficoltà, l'aeroporto ha subìto appena tre incidenti gravi in tutta la sua storia.

### Il piazzale
Vi sono due piazzali: uno principale per gli aeromobili passeggeri, e uno più piccolo per i servizi cargo.

### Terminal
L'aerostazione passeggeri dispone di 42 banchi del check-in, 8 banchi per i passeggeri in transito e 11 uscite d'imbarco. I punti di controllo documenti per i passeggeri in arrivo sono 10, mentre per quelli in partenza ce ne sono 5. Vi sono poi 40 esercizi commerciali. Per l'aviazione generale è disponibile un terminal a parte.

### Torre di controllo
Il servizio di controllo del traffico aereo ha a disposizione due apparati radar, coprenti rispettivamente un'area circolare avente raggio pari a 92,6 e 463 km. L'aeroporto Principessa Giuliana controlla uno spazio aereo esteso su 13.737 km². Ai controllori del traffico di Sint Maarten spetta altresì la supervisione sui seguenti scali, sprovvisti di torre propria:
- Aeroporto di The Valley-Wallblake (Anguilla)
- Aeroporto di Grand-Case Espérance (Saint Martin)
- Aeroporto di Saint Jean Gustaf III (St. Barthélemy)
- Aeroporto di Sint Eustatius-F. D. Roosevelt (Sint Eustatius)
- Aeroporto di Saba-Juancho E. Yrausquin (Saba).

### Navigazione
L'aeroporto è dotato di apparati VOR/DME e NDB. Le operazioni di volo si svolgono nella fascia oraria 07:00–21:00 UTC -4.

## Incidenti
Di seguito sono elencati i tre incidenti più gravi avvenuti all'aeroporto di Sint Maarten e un quarto incidente che seppure non ha coinvolto direttamente un aeromobile, ha comunque causato la morte di una persona.
- 2 maggio 1970 – un Douglas DC-9 della Overseas National Airways, operante il Volo ALM 980, si schianta nell'oceano durante l'atterraggio, causando la morte di 23 passeggeri su 57. Complice il maltempo, l'aereo aveva fallito più volte l'avvicinamento alla pista, esaurendo il carburante. Il relitto non è stato recuperato ed è rimasto in fondo al mare.[13]
- 21 dicembre 1972 – un de Havilland Canada DHC-6 Twin Otter dell'Air Guadeloupe proveniente da Guadalupa si schianta nell'oceano durante l'atterraggio. Muoiono tutti e 13 gli occupanti.[14]
- 30 ottobre 2014 – alle ore 18:35 locali, durante il volo SKZ-7101 da Sint Maarten (Antille Olandesi) a San Juan (Porto Rico), uno Skyway Enterprises Shorts SD-360 della Fedex, con un equipaggio di 2 piloti si schianta improvvisamente dopo il decollo a circa 2 miglia nautiche dalla costa. Entrambi i piloti rimangono uccisi.[15][16]
- 12 luglio 2017 – alle ore 18:03 locali, durante il decollo del volo BW-457 effettuato con un Boeing 737-800 della Caribbean Airlines, una donna neozelandese di 57 anni cade violentemente a terra, sbattendo la testa contro un muretto in cemento e perdendo la vita. La donna era aggrappata alla recinzione della pista 10, insieme ad un gruppo di persone, per sentire il jet blast, ma ha perso la presa volando via.[17]

## L'aeroporto nella cultura di massa
- L'aeroporto Principessa Giuliana è lo scalo presente nella versione demo di Microsoft Flight Simulator X.
- Il canale tv History USA, nel corso del programma Most Extreme Airports, ha classificato l'aeroporto al quarto posto nella lista degli scali più pericolosi al mondo.[18]

## Galleria d'immagini

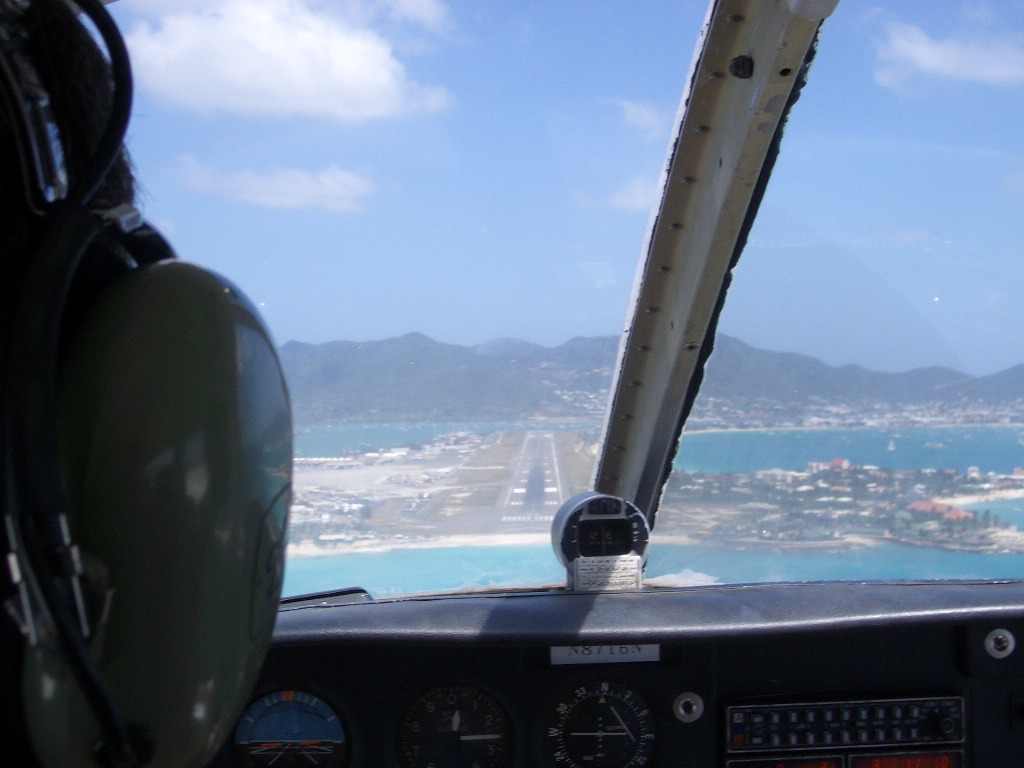
Un Piper PA-28 Cherokee in avvicinamento alla pista 09 (oggi pista 10).
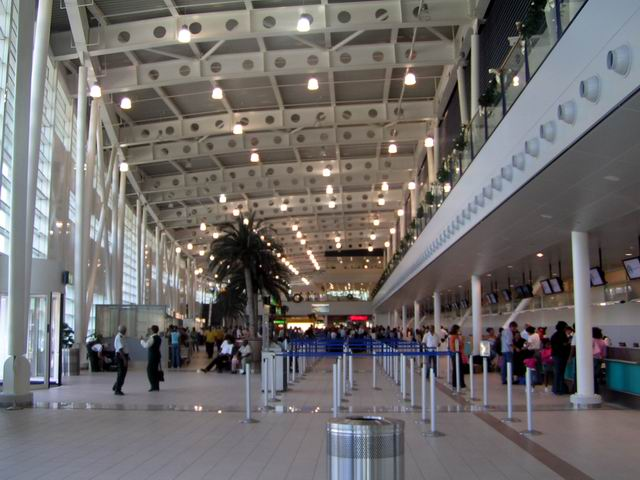
Interno del terminal passeggeri.
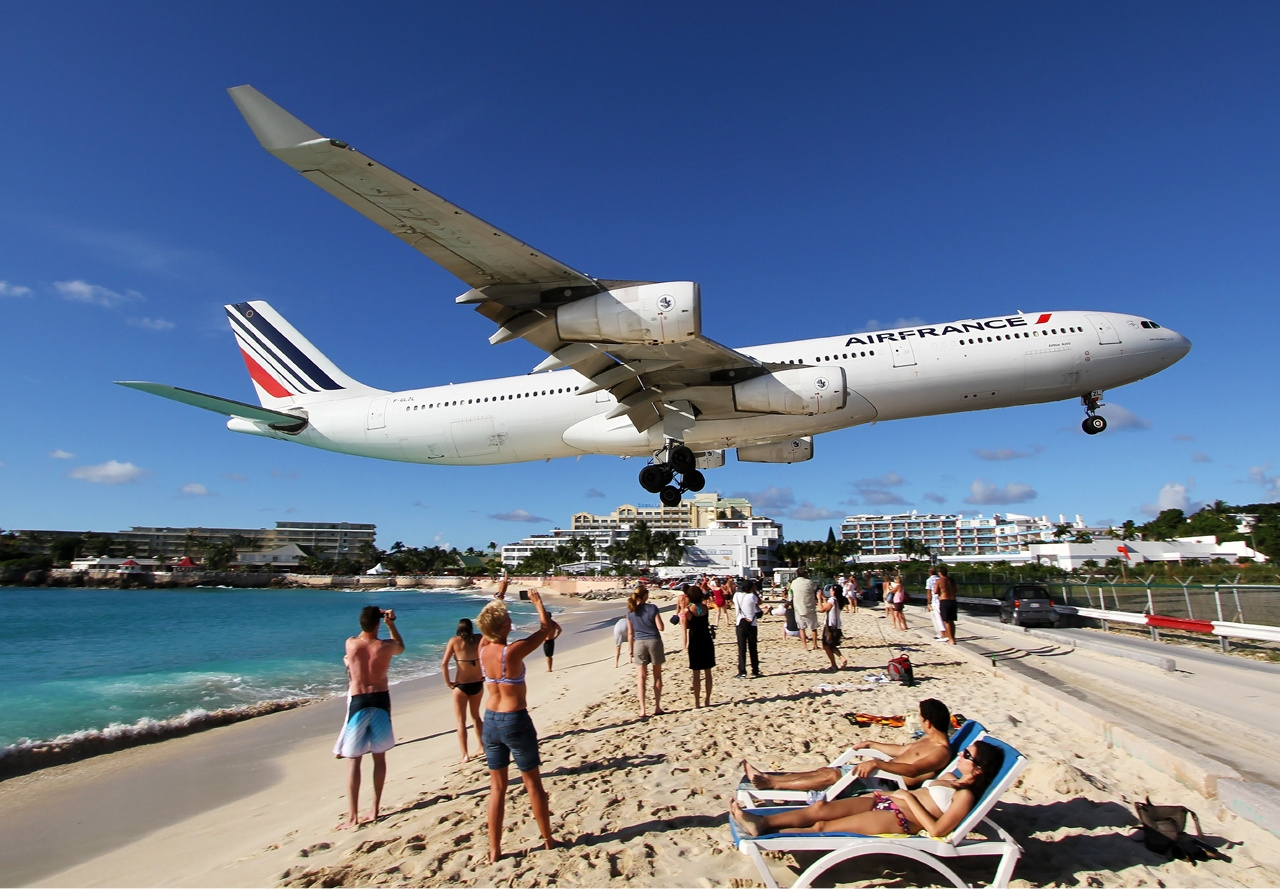
Un Airbus A340-313X dell'Air France in fase di atterraggio, mentre sorvola Maho Beach.
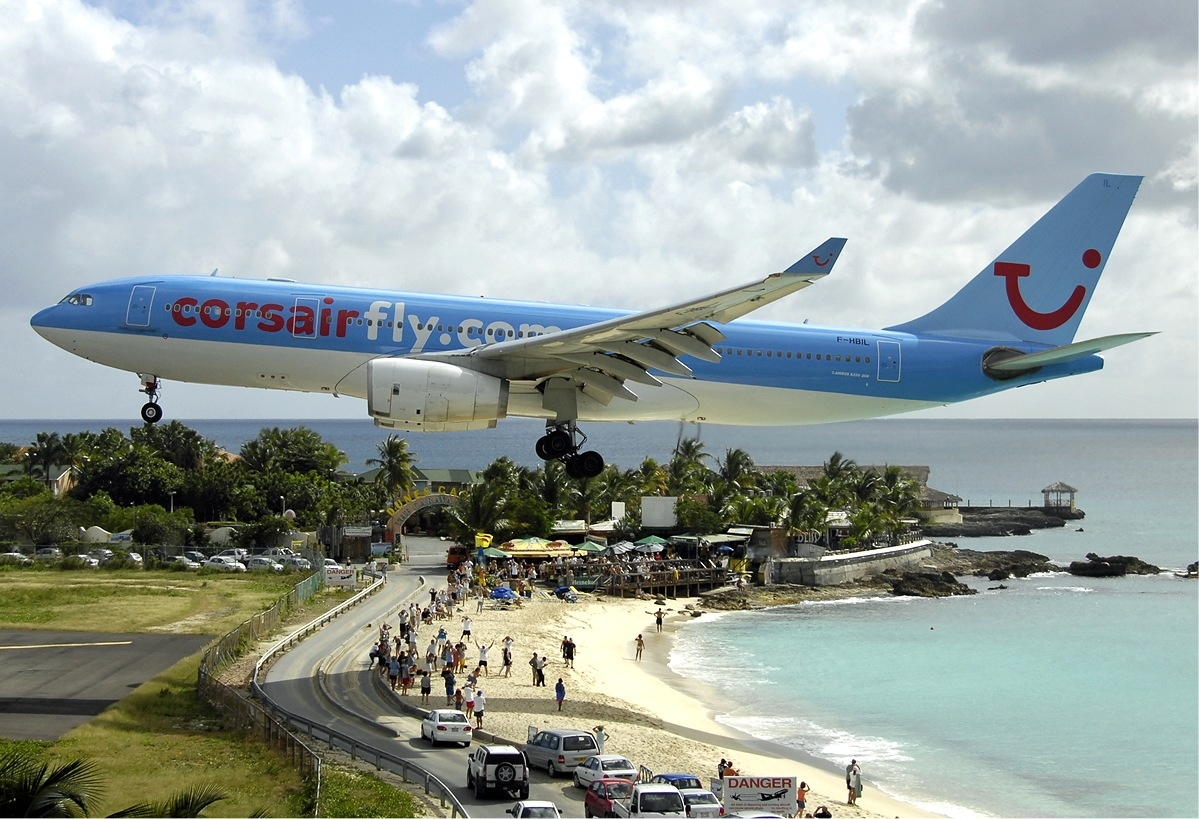
Un Airbus A330 della Corsair International in fase di atterraggio.
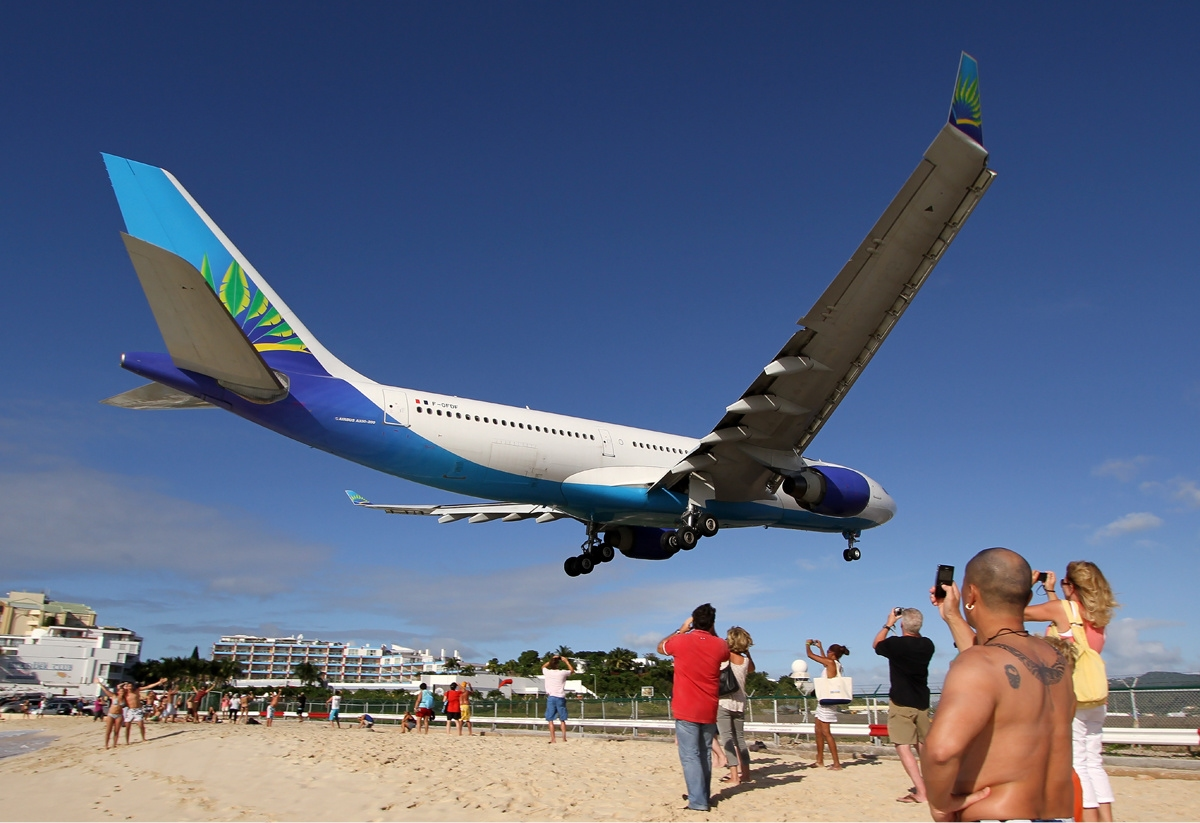
Un Airbus A330-223 dell'Air Caraïbes in fase di atterraggio.
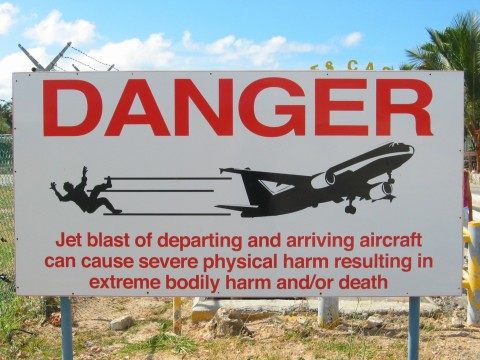
Cartello che avverte del pericolo derivante dall'essere investiti dal getto dei motori.